# Центр штату Мараньян (мезорегіон)
Центр штату Мараньян (порт. Mesorregião do Centro Maranhense) — адміністративно-статистичний мезорегіон у Бразилії, входить у штат Мараньян. Населення становить 882 190 осіб на 2006 рік. Займає площу 54 113,226 км². Густота населення — 16,3 ос./км².

## Склад мезорегіону
У мезорегіон входять наступні мікрорегіони:
1. Презіденті-Дутра
2. Алту-Меарін-і-Гражау
3. Медіу-Меарін

| Бразилія | Це незавершена стаття з географії Бразилії. Ви можете допомогти проєкту, виправивши або дописавши її. |